# ديني وليامز
ديني وليامز (بالإنجليزية: Denny Williams) هو لاعب كرة قاعدة أمريكي، ولد في 13 ديسمبر 1893 في بورتلاند في الولايات المتحدة، وتوفي في 23 مارس 1929 في سان كليمينتي في الولايات المتحدة بسبب حادث مرور.

## وصلات خارجية
- ديني وليامز على موقعبيزبول رفرنس.كوم (الدوري الرئيسي) (الإنجليزية)
- ديني وليامز على موقعبيزبول رفرنس.كوم (الدوري الثانوي) (الإنجليزية)